# Jim & Jill

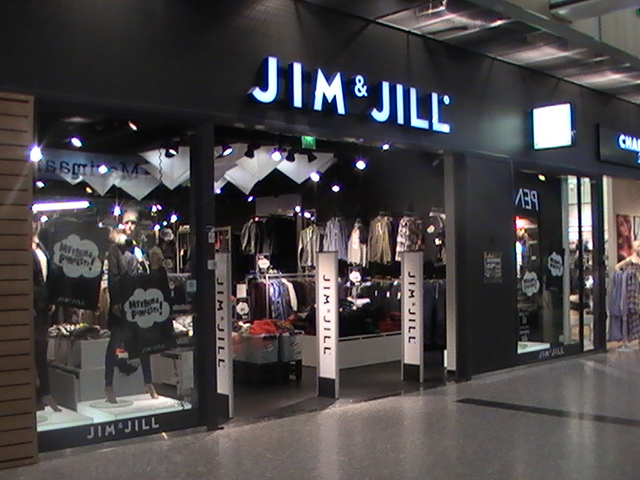
Jim & Jill

Jim & Jill är en finländsk klädkedja. Kedjan ägs av Texmoda Fashion Group.